# Madina Mumtoz
Musayeva Madinabonu Bahriddin qizi (* 10. Oktober 1990 in Taschkent), auch bekannt als Madina Mumtoz, ist eine usbekische Schauspielerin und Sängerin.

## Leben und Karriere
Mumtoz wurde am 10. Oktober 1990 in Taschkent geboren. Ihre Mutter ist die Schauspielerin Ra'no Yarasheva. Sie absolvierte ihr Studium am usbekischen Konservatorium. 2010 erhielt sie den Nihol-Staatspreis.
Bekanntheit erlangte sie 2009 ihre Rolle im Film Janob hech kim. Weitere Filme mit ihr sind Oʻzimdan oʻzimgacha und Endi dadam boʻydoq. 2013 veröffentlichte sie das Album Bolajon.
Seit 2012 ist sie mit Murad Chusti verheiratet. Das Paar hat drei Kinder.

## Filmografie
- 2007: Lola
- 2008: Mr Hech kim
- 2009: Achchiq hayot
- 2009: Ichkuyov
- 2009: Oʻzimdan oʻzimgacha
- 2010: Muhabbatnoma
- 2010: Yuzma yuz
- 2011: Mening akam boʻydoq
- 2012: Endi dadam boʻydoq
- 2012: Qudajonlar
- 2012: Bevalar

## Diskografie

### Alben
- 2013: Bolajon